# 帕多峰
帕多峰（英語：Pardoe Peak）是南極洲的山峰，位於麥克羅伯特森地，處於孟席斯山西南面6公里，屬於查爾斯王子山脈的一部分，根據澳大利亞探險隊拍攝的空中照片和測量繪入地圖，現時由南極條約體系管理。